# Schantelbach
Der Schantelbach (auch Schandelbach) ist ein etwas über 5 km langer Mittelgebirgsbach im Mittleren Moseltal und ein südlicher und orografisch rechter Zufluss der Mosel, der im rheinland-pfälzischen Landkreis Trier-Saarburg verläuft und bei der Ortsgemeinde Leiwen mündet.

## Geographie

### Verlauf
Der Schantelbach entspringt im Köwericher Wald etwa 2,4 km östlich von Pölich auf einer Höhe von 384 m ü. NHN. Der Bach fließt zunächst Richtung Nordnordost, biegt dann nach Nordwesten ab, um sich anschließend in einem weiten Bogen wieder nach Nordosten zu wenden. Dabei erreicht der Bach Leiwen. Nach Durchfließen der Gemeinde mündet der Schantelbach auf 119 m ü. NHN rechtsseitig in die Mosel.
Auf seinem 5,3 km langen Weg überwindet der Bach einen Höhenunterschied von 265 m, was einem mittleren Sohlgefälle von 50 ‰ entspricht.

### Einzugsgebiet
Das 5,973 km² große Einzugsgebiet des Schantelbachs erstreckt sich von den Leiwener Moselrandhöhen bis zu den Neumagener Moselschlingen und  wird durch ihn über die Mosel und den Rhein zur Nordsee entwässert.
Es grenzt
- im Osten an das Einzugsgebiet der Kleinen Dhron, die in die Mosel mündet;
- im Südosten an das des Kohlerbachs, der in die Kleine Dhron mündet und an das Einzugsgebiet der Kleinen Dhron direkt;
- im Süden an das des Bleschbachs, der ebenfalls in die Kleine Dhron mündet;
- im Südwesten an das des Mordbachs, der ein weiterer Zufluss der Kleine Dhron ist;
- im Nordwesten an das des Büstgrabens, der in die Mosel mündet und
- ansonsten an das Einzugsgebiet der Mosel direkt.

Während am Oberlauf Waldgelände dominiert, wird der Mittel- und Unterlauf von Weinlagen geprägt und im Mündungsbereich liegt das Siedlungsgebiet von Leiwen.

### Zuflüsse
- Quellgraben (links), 0,3 km, 0,5 km²
- Söllgraben (links), 0,9 km, 1,09 km²
- Gollergraben[4] (links)

## Mühlen
Der Schantelbach betrieb in Leiwen 2 Mühlen
- Scholters Mühle
- Kreuz Mühle[5]

## Weinbau
In der Weinlage Klostergarten werden auf dem Ton- und Schieferboden der Weinberghänge vor allem Reben der Sorte Riesling angebaut.